# Дубув
Дубув (пол. Dubów) — деревня в Бяльском повете Люблинского воеводства Польши. Входит в состав гмины Ломазы. По данным переписи 2011 года, в деревне проживало 490 человек.

## География
Деревня расположена на востоке Польши, к северу от реки Жарницы, на расстоянии приблизительно 9 километров к югу от города Бяла-Подляска, административного центра повета. Абсолютная высота — 146 метров над уровнем моря. Через населённый пункт проходит региональная автодорога 812.

## История
В конце XVIII века деревня входила в состав Брестского повета Великого княжества Литовского.
По данным на 1827 год имелось 24 двора и проживало 180 жителей. Согласно «Справочной книжке Седлецкой губернии на 1875 год» деревня входила в состав гмины Любенка Бельского уезда Седлецкой губернии. В 1912 году Бельский уезд был передан в состав новообразованной Холмской губернии.
В 1975—1998 годах деревня входила в состав Бяльскоподляского воеводства.

## Население
Демографическая структура по состоянию на 31 марта 2011 года:
|         | Всего | До трудоспособного возраста | Трудоспособного возраста | Старше трудоспособного возраста |
| ------- | ----- | --------------------------- | ------------------------ | ------------------------------- |
| Мужчины | 238   | 51                          | 150                      | 37                              |
| Женщины | 252   | 55                          | 132                      | 65                              |
| Всего   | 490   | 106                         | 282                      | 102                             |